# Galería Desesperanza
Galería Desesperanza es el segundo álbum de la banda argentina Massacre. Se trata de un álbum conceptual dividido en tres partes: Percepción, Descripción y Búsqueda, grabado en Estudios del Abasto, entre junio y julio de 1994.
Es el primer disco de la banda grabado directamente con una compañía multinacional. Pero bajo el subsello perteneciente a B.M.G. llamado Iguana RECORDS, que fue uno de los primeros subsellos dependientes de grandes compañías en tener llegada a las nuevas propuestas musicales de la escena del rock emergente, o comúnmente llamado UNDER. El corte de difusión fue "Plan B: anhelo de satisfacción", que se convirtió en ícono de la banda, y fue acompañado por un video de promoción del tema "Mi mami no lo hará". El LP contiene una versión del tema "Someday never comes" de Creedence Clearwater Revival y una nueva versión en castellano de la canción "Tres paredes" (en el primer disco, Sol lucet ómnibus, esta canción se encuentra con el nombre de "3 Walls").
En esta época la banda formó parte del combo llamado "Nuevo rock argentino" junto a otras bandas del momento como Peligrosos Gorriones, Los Brujos, Fun People y Babasónicos, entre otras, que tuvo como cierre el marco del estadio de obras, luego de una gira nacional patrocinada por el canal musical Much Music.

## Lista de canciones
1. Plan B: anhelo de satisfacción (4:24)
2. Tres paredes (2:26)
3. Ante el abismo (3:47)
4. El hombre normal (3:52)
5. Dressed in black (4:42)
6. Road of... (camino de reflexión) (4:07)
7. Profunda desesperanza (2:05)
8. Someday never comes  (John Fogerty) (2:32)
9. Mi mami no lo hará (3:24)
10. Resuena mi niñez (4:25)
11. Final sólo en mis sueños (8:33)

## Créditos
- Guillermo Wallas Cidade - voz
- Francisco Paco Ruiz Ferreyra - batería y percusión
- José Topo Armetta - bajo y saxo
- Pablo Mondello (Pablo M.) - guitarra

Invitados:
- Pil Irazábal - flauta
- Mariano "Manza" Esain - teclado en "Mi mami no lo hará"
- Andrea Tori Carrera - coros y teclados
- Alan Cidade - voces

## Producción
- Producción ejecutiva: Alejandro Taranto
- Producción artística musical: Pablo M, Massacre y Álvaro Villagra
- Mezcla y grabación: Álvaro Villagra y Massacre
- Asistente técnico: Marcelo Belén y Manza Esaín
- Masterizado: Mario Breuer
- Fotografía: El Topo
- Arte de tapa: El Topo, Willy y Marina en primera edición. Diego Valle (para Boogieman media) en la segunda.

- Datos: Q5874706